# Plaza Büro Center
Le Plaza Büro Center est un gratte-ciel situé dans la ville de Francfort-sur-le-Main, en Allemagne. 
Le bâtiment a été construit de 1972 à 1976 par les architectes Siegfried Hoyer et Richard Heil. Il se trouve dans le quartier Sud-Ouest de la ville.
Le bâtiment est haut de 159 m et a été pendant peu de temps le plus haut gratte-ciel d'Allemagne. Il est aujourd'hui le plus haut hôtel d'Europe,  occupé par le groupe d'hôtels Marriott International. Le gratte-ciel possède 47 niveaux, les étages 26 à 44 sont occupés par l'hôtel, qui comporte 588 chambres 5 étoiles au total. Les autres étages sont occupés par des bureaux d'entreprises diverses.